# Шерифи, Лиес
Лиес Шерифи (араб. إلياس شريفي‎; род. 4 марта 1968) — алжирский дзюдоист, представитель средней и полусредней весовых категорий. Выступал за национальную сборную Алжира по дзюдо в 1990-х годах, бронзовый призёр чемпионата Африки, участник летних Олимпийских игр в Атланте.

## Биография
Лиес Шерифи родился 4 марта 1968 года.
Дебютировал в дзюдо на взрослом международном уровне в сезоне 1995 года, когда вошёл в основной состав алжирской национальной сборной и в полусреднем весе выступил на этапе Кубка мира в Праге, где в 1/16 финала потерпел поражение от представителя Украины Карена Балаяна.
В 1996 году боролся на этапах Кубка мира в Будапеште и Праге. Благодаря череде удачных выступлений удостоился права защищать честь страны на летних Олимпийских играх в Атланте — в категории до 78 кг благополучно прошёл первого соперника по турнирной сетке нигерийца Сулеймана Мусу, тогда как во втором поединке в 1/8 финала уступил Владимиру Шмакову из Узбекистана и тем самым лишился всяких шансов на попадание в число призёров.
После атлантской Олимпиады Шерифи ещё в течение некоторого времени оставался в составе дзюдоистской команды Алжира и продолжал принимать участие в крупнейших международных турнирах. Так, в 1998 году он побывал на чемпионате Африки в Дакаре, откуда привёз награду бронзового достоинства, выигранную в зачёте средней весовой категории.